# Tullia (Tochter Ciceros)
Tullia (* 5. August zwischen 79 v. Chr. und 75 v. Chr.; † Februar 45 v. Chr.), von ihrem Vater Tulliola genannt, war die einzige Tochter des römischen Senators Marcus Tullius Cicero und seiner ersten Ehefrau Terentia.

## Leben

### Geburtsdatum
Tullias Geburtstag am 5. August ist aus einem Brief ihres Vaters bekannt: Es war der Festtag der Salus und Gründungsdatum von Brundisum, an dem sie Cicero bei seiner Rückkehr aus dem Exil 57 v. Chr. in Brundisium empfing. Ihr Geburtsjahr kann anhand der Biographie ihres Vaters und ihrer ersten Eheschließung im Dezember 63 v. Chr. auf die Jahre zwischen 79 und 75 v. Chr. eingegrenzt werden. Ihre Eltern heirateten frühestens um 80 v. Chr., vermutlich jedoch erst nach Ciceros Rückkehr aus Griechenland 77 v. Chr. Nach den herrschenden Gesetzen muss Tullia bei ihrer eigenen ersten Hochzeit mindestens 12 Jahre alt gewesen sein, kann also spätestens 75 v. Chr. geboren sein.

### Kindheit
Tullia wuchs in einem intellektuell geprägten Haushalt auf. Wie aus den Briefen ihres Vaters an ihre Mutter und seinen Freund Titus Pomponius Atticus hervorgeht, liebte er sie sehr. Welche Ausbildung Tullia erhielt, ist nicht bekannt. Cicero bezeichnete sie in seinen Briefen als „klug“ und doctissima – „sehr gelehrt“ und berichtet von politischen Diskussionen innerhalb der Familie. Seinem Bruder Quintus gegenüber pries er sie als sein Ebenbild von Aussehen und Gefühlen, wie auch als ihm gleichwertige Gesprächspartnerin. Sie hatte einen jüngeren Bruder Marcus Tullius Cicero den Jüngeren, der zum Zeitpunkt ihrer ersten Eheschließung erst zwei Jahre alt war.

### Ehefrau und Tochter
Tullia war dreimal verheiratet. Vermutlich noch als Kind wurde sie 67 v. Chr. mit Gaius Calpurnius Piso Frugi verlobt und 63 v. Chr. verheiratet. Piso war der Urenkel des Historikers Lucius Calpurnius Piso Frugi und vermutlich ein Schüler ihres Vaters, der ihn in einer seiner rhetorischen Schriften als den talentiertesten jungen Redner pries, den er je gekannt habe. Als ihrem Vater 58 v. Chr. das Bürgerrecht entzogen wurde und er ins Exil gehen musste, war ihre Ehe gefährdet. Doch Piso, der in diesem Jahr Quästor war, hielt zu ihr und setzte sich zusammen mit Tullia bei dem damaligen Konsul Lucius Calpurnius Piso Caesoninus, einem entfernten Verwandten, vergeblich für die Rückkehr seines Schwiegervaters aus dem Exil ein. Er starb jedoch bereits, bevor Tullia 57 v. Chr. ihren aus dem Exil heimkehrenden Vater in Brundisium empfangen konnte. Weil sie an eben diesem Tag, dem Gründungstag der Stadt, Geburtstag hat, wie Cicero bei einer öffentlichen Ansprache mitteilte, feierten sie die Brundiser.
Im folgenden Jahr heiratete sie Furius Crassipes († nach 49 v. Chr.) aus der Patrizier-Familie der Furier, der vermutlich 54 v. Chr. Quästor war. Mehr als dass er ein großes Haus mit Garten außerhalb von Rom besaß, ist über ihn und die Ehe nicht bekannt. Man weiß auch nicht, wann und weshalb sie sich scheiden ließen, nur dass sie im Sommer 51 v. Chr., als Cicero als Prokonsul nach Kilikien aufbrach, unverheiratet war. Aus ihren beiden ersten Ehen sind keine Kinder bekannt.
Tullias dritte Eheschließung diskutierte Cicero im Vorfeld in mehreren Briefen. Er favorisierte den Sohn seines Freundes Servius Sulpicius Rufus und, nachdem dieser anderweitig geheiratet hatte, Tiberius Claudius Nero, den späteren ersten Ehemann von Livia Drusilla. Terentias Favorit, Publius Cornelius Dolabella, ein Anhänger Gaius Iulius Caesars, war wegen seines schlechten Rufs für Tullias Vater nicht die beste Wahl und zudem noch verheiratet. Da Cicero sich zur Zeit der Suche nach einem neuen Ehemann seiner Tochter in Kilikien befand, konnten Tullia und Terentia den attraktiven Dolabella durchsetzen, nachdem dieser geschieden war. Dolabella und Tullia heirateten vor Ciceros Rückkehr im Juli 50 v. Chr. Das genaue Datum ist nicht bekannt, doch da es üblich war, die erste Rate der Mitgift am ersten Jahrestag der Eheschließung zu zahlen, kann aus dem Zeitpunkt der Zahlung am 1. Juli 49 v. Chr. der Hochzeitstermin geschlossen werden. Cicero war nicht begeistert darüber, zumal Dolabella derjenige war, der den von Cicero vertretenen Appius Claudius Pulcher wegen Bestechlichkeit angeklagt hatte. In einem in den ersten Tagen des Augusts 50 v. Chr. geschriebenen Brief an Atticus heißt es: Subito sum factus accusatoris eius socer – Plötzlich bin ich der Schwiegervater seines (Appius') Anklägers geworden.
Nachdem Caesar am 10. Januar 49 v. Chr. den Rubikon überschritten hatte, verließ Cicero mit seinem Sohn Rom. Er sorgte sich sehr, dass Frau und Tochter in der Stadt nicht mehr sicher seien. In mehreren Briefen versuchte er sie zu überzeugen, zu ihm zu kommen. Diesen Briefen ist auch zu entnehmen, dass er mit Tullia über die Politik diskutierte und sie durchaus andere Ansichten vertrat als er. Erst Anfang Mai kam Tullia zu ihrem Vater nach Cumae, wo sie am 19. Mai 49 v. Chr. zwei Monate zu früh einen Sohn gebar, der bald darauf starb. Dolabella befand sich zu der Zeit bei Caesar. Als Cicero und sein Sohn Anfang Juni Italien verließen, kehrte Tullia mit ihrer Mutter nach Rom zurück. Im folgenden Winter erkrankte sie schwer. Obwohl sie wegen des Lebenswandels ihres Ehemannes unglücklich war, zahlte ihr Vater die zweite Rate der Mitgift, denn Tullia war in finanziellen Schwierigkeiten. Cicero konnte ihr nicht helfen, weil er auf der Flucht vor Caesar nicht an sein Vermögen kam. Im Zusammenhang mit angeblich veruntreuten Geldern aus der Mitgift – als die zweite Rate 48 v. Chr. bezahlt werden sollte, fehlten angeblich 60.000 Sesterzen aus der ersten Rate – kam es zum Zerwürfnis zwischen Cicero und Terentia, das zur Scheidung 47 oder 46 v. Chr. führte. Atticus unterstützte sie während der Abwesenheit ihres Vaters.
Während Dolabella als Volkstribun Rom tyrannisierte, lebte Tullia vom Juni 47 v. Chr. bis zu dessen Begnadigung durch Caesar im August desselben Jahres bei ihrem Vater in Brundisium. Von Dolabella hatte sie sich vermutlich bereits getrennt, jedenfalls zahlte Cicero die dritte Rate der Mitgift nicht, wagte aber aus Angst vor Dolabellas Macht nicht, die Scheidung auszusprechen. Dolabella reiste wenig später mit Caesar nach Ägypten. Tullia sah ihren Mann erst wieder, als er im Juni 46 v. Chr. mit Caesar aus Alexandria zurückkehrte und zusammen mit Aulus Hirtius bei ihrem Vater in Tusculum Rhetorikunterricht nahm. Am 10. November 46 v. Chr. wurde die Ehe aufgelöst. Tullia war zu diesem Zeitpunkt wieder schwanger. Während Cicero sich auf sein Landgut zurückzog, beteiligte sie sich an der Suche nach einer neuen Ehefrau für ihren Vater und einem Haus in Rom.

### Tod
Als sie im Februar 45 v. Chr. nach der Geburt eines zweiten Sohnes, Lentulus, der ebenfalls wenig später starb, auf einem Landgut ihres Vaters starb, verfiel Cicero in tiefe Trauer. Er ließ sich sogar von seiner zweiten Frau Publilia scheiden, die er erst wenige Wochen zuvor geheiratet hatte, weil deren Trauer nicht tief genug war. Mit Dolabella stritt er noch lange über die Rückzahlung der Mitgift. Nachdem sein Plan, ihr einen Tempel zu errichten, nicht ausgeführt werden konnte, tröstete sich Cicero, indem er eine Consolatio betitelte philosophische Trostschrift verfasste, die aber verloren gegangen ist.